# سرزمین هرز
سرزمین بی‌حاصل یا سرزمین هرز شعری از تی. اس. الیوت است که از مهم‌ترین شعرهای قرن بیستم به‌شمار می‌رود.

## ساختار و متن شعر
این شعر بلند در پنج بخش منتشر شده است. این پنج بخش به ترتیب «تدفین مردگان»، «یک بازی شطرنج»، «موعظهٔ آتش»، «مرگ به وسیلهٔ آب» و «آنچه تندر گفت»

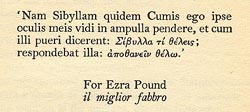
الیوت در متن آغازین و تقدیم‌نامهٔ شعر، تعدادی از زبان‌های استفاده شده در متن اصلی شعر را به کار برده است؛ یعنی زبان‌های لاتین، یونانی، ایتالیایی و انگلیسی.

### تقدیم‌نامهٔ کتاب
الیوت در آغاز این شعر را با عبارتی شروع می‌کند که به زبان لاتین و یونانی نوشته شده است. 

متن اصلی: 
```
Nam Sibyllam quidem Cumis ego ipse oculis meis vidi in ampulla pendere, et cum illi pueri dicerent: "Σίβυλλα τί ϴέλεις"; respondebat illa: "άπο ϴανεΐν ϴέλω."

```

ترجمهٔ‌ انگلیسی 
```
For once I myself saw with my own eyes the Sibyl of Cumae hanging in a cage, and when the boys said, "Sibyl, what do you want?" she replied "I want to die."

```

ترجمهٔ فارسی:
برای یک بار با چشم‌های خودم Sibyl را در قفسی (محفظه‌ای)  که در آن زندگی می‌کرده دیدم، پسر بچه‌ها از او پرسیدند «Sibyl، چه چیزی می‌خواهی؟» در جواب گفت‌ «می‌خواهم بمیرم»

شخصیت Sibyl در افسانه‌های یونان کسی است که نقل شده در یک محفظهٔ شیشه‌ای زندگی می‌کرده چون بدن حساس و ضعیفی داشته. او می‌توانست یک آرزوی خود را از آپولو بخواهد و او گفته بود که «می‌خواهم سال‌های عمرم، به اندازهٔ تعداد دانه‌های شن‌ که در یک مشت جا می‌شود، باشد» اما فراموش کرد که به جای این آرزو از آپولو، جوانی جاودان بخواهد. 
در بخش بعدی الیوت کتاب را به ازرا پاوند  تقدیم کرده است؛ سپس به زبان ایتالیایی خطاب به او می‌نویسد «il miglior fabbro» که در زبان انگلیسی به «the better craftsman» ترجمه شده است. علت آن‌که الیوت، پاوند را «نویسنده بهتر» می‌خواند، ادای احترام الیوت به خاطر نقش پر رنگ پاوند در ویرایش و اصلاح نسخهٔ نهایی  داشته‌ است.  این جملهٔ نوشته شده به زبال ایتالیایی، در واقع تضمینی دارد به یکی از جملات دانته در کانتو شمارهٔ ۲۶ کتاب برزخ (از مجموعهٔ کمدی الهی) که در آن‌جا دانته همین عبارت را در توصیف یکی از شاعران قرن دوازدهم یعنی آرنو دنیل به کار برده است.

### تدفین مردگان
```
APRIL is the cruellest month, breeding
Lilacs out of the dead land, mixing
Memory and desire, stirring
Dull roots with spring rain.
Winter kept us warm, covering
Earth in forgetful snow, feeding
A little life with dried tubers.
Summer surprised us, coming over the Starnbergersee
With a shower of rain; we stopped in the colonnade,
And went on in sunlight, into the Hofgarten

```

## برگردان فارسی
این اثر در دوره‌های گوناگون بارها و با نام‌هایی چون سرزمین بی‌حاصل، دشت سترون، خراب‌آباد و ارض موات به فارسی برگردانده شده. نخستین بار در دههٔ ۳۰، حسین رازی (آذر فریار) این شعر را با نام سرزمین ویران   در «جنگ هنر و ادب امروز» ترجمه کرد و سپس چنگیز مشیری، حمید عنایت و بعدتر بهمن شعله‌ور با نام سرزمین هرز (نام پیشنهادی ابراهیم گلستان) در مجلهٔ آرش در دههٔ ۴۰، و بعد از آن پرویز لشکری، بیژن الهی، شهریار شهیدی، حسن شهباز، جواد دانش‌آرا، هومن عزیزی، شاپور احمدی مهدی وهابی و سعید هدایتی از جمله کسانی هستند که این منظومهٔ بلند را به فارسی برگردانده‌اند.  